# LBQS 1429-008
LBQS 1429-008 是一個位于室女座的類星體。

## 外部連結
- Simbad （页面存档备份，存于）